# 永楽県 (太和区)
永楽県（えいらく-けん）は中華人民共和国遼寧省にかつて存在した県。現在の錦州市太和区一帯に相当する。
遼代に設置され、元代に廃止された。
南北朝時代から隋初にかけて同地区に永楽県が設置されたが、別の行政区画である。